# Soylent

Származási hely: Amerikai Egyesült Államok

A Soylent egy étkezéshelyettesítő ital védjegyoltalom alatt álló neve. Elérhető folyadék- és porított formában is. Először Rob Rhinehart szoftvermérnök készítette, és tesztelte le magán. Később a Soylent porított változatát a Rosa Labs fejlesztette ki, amely jelenleg is forgalmazza és árulja a terméket.
A Rosa Labs azt állítja, hogy a készítmény a National Academy of Medicine ajánlása alapján készült, és hogy megfelelt a Food and Drug Administration azon követelményeinek, hogy ételként árulhassák. Továbbá a cég állítása szerint a Soylent tartalmaz minden elemet, amely egy egészséges diétához szükséges, nagy mennyiségű cukor, telített zsírsavak vagy koleszterin nélkül.
Az étkezéshelyettesítőkről tudni kell, hogy általában átmeneti (legfeljebb 1–2 hetes) alkalmazásuk javasolt, pl. száj- vagy fogműtétkor, vagy ha pl. egy cukorbeteg kerül olyan körülmények közé, ahol nem tudja tartani a szigorúan előírt étkezési időt. Ennyi idő alatt ritkán alakul ki hiánybetegség.

## Története

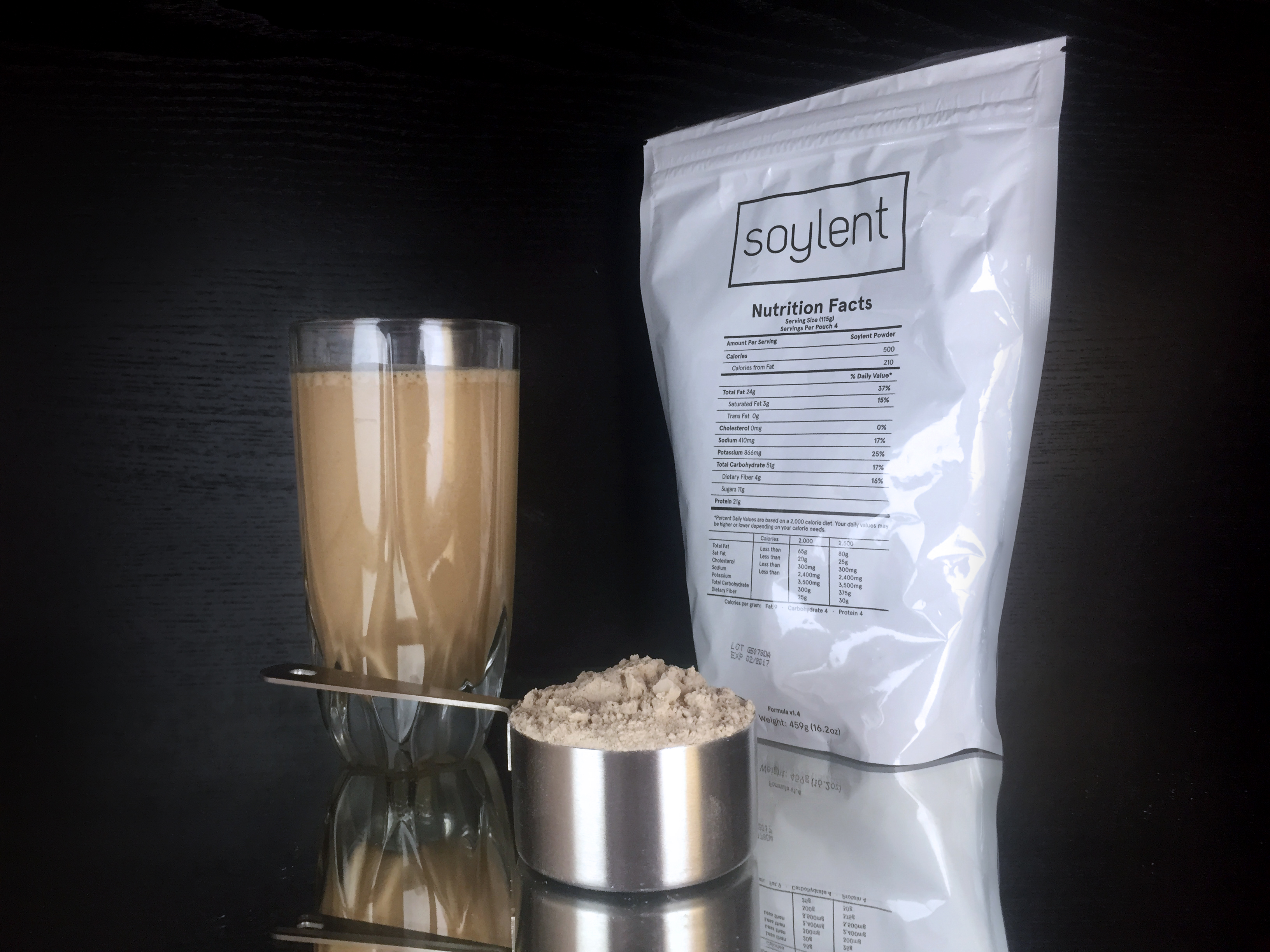
Soylent porított változat (1.5) és italban feloldva
Fogás: Főétel
Tárolási hőmérséklet: Hűtött vagy szobahőmérséklet
Fő összetevők 1.5: Rizskeményítő, módosított étkezési keményítő, zabliszt, omega-3 zsírsavak algákból
Általánosan használt összetevők 1.5: Rizskeményítő, módosított étkezési keményítő, szójalecitin, cellulóz, só, repce és napraforgóolaj, life's DHA olaj por, xantán gumi, szukralóz, és más kisebb összetevők
Energia 1.5 (500ml): 500 kcal, 2092 kilojoule
Tápanyagok 1.5 (500ml): Fehérje: 20g, Zsír: 23g, szénhidrát: 53g
Glikémiás index: 65 (közepes)

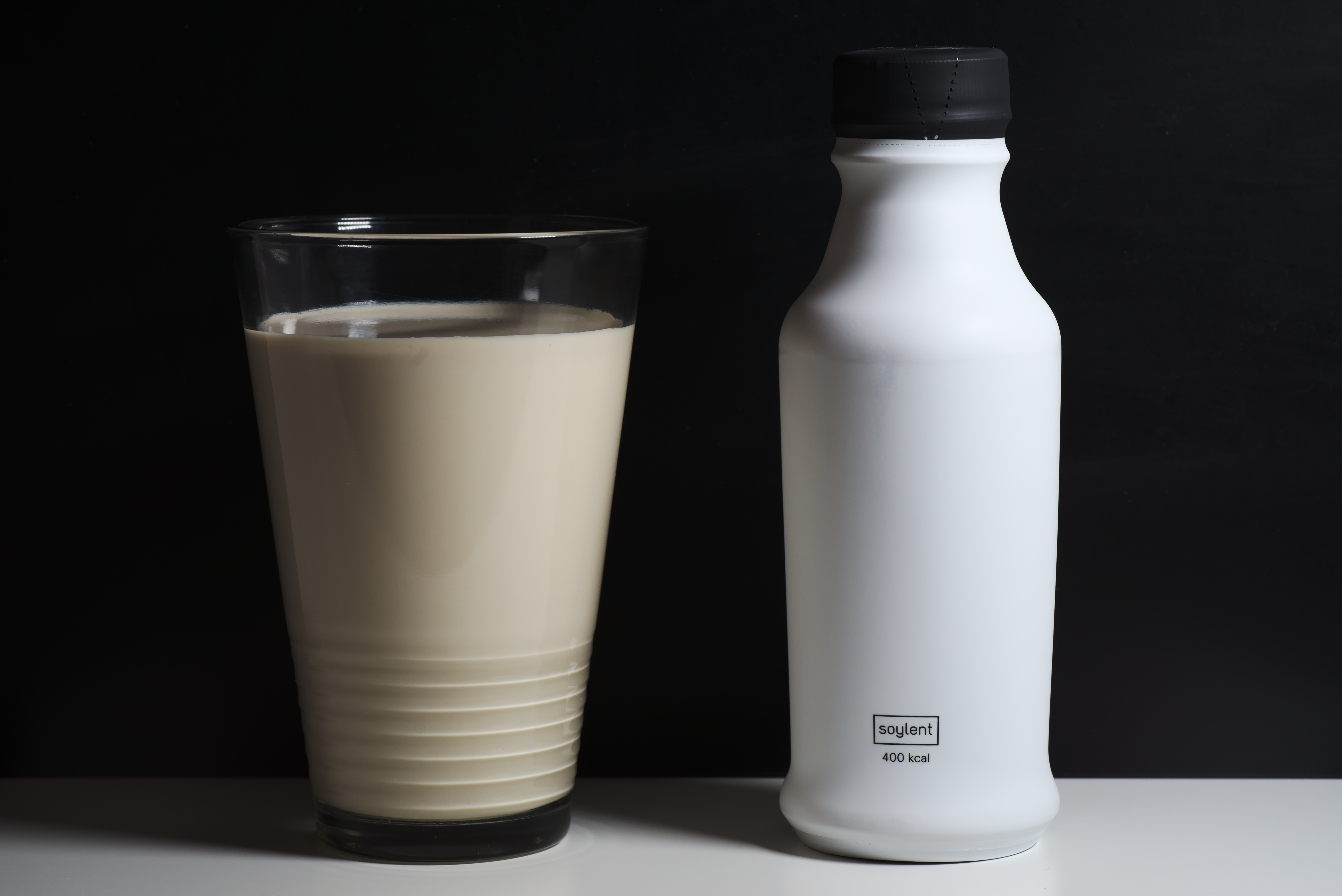
Soylent ital (2.0) folyadék változat

2013. február 13-án Rhinehart blogjában részletezte a kezdeti 30 napos kísérletét az "étel cseréjéről", majd később megosztotta a táplálkozási információkat és az eredeti formulát az érdeklődőknek. A következő 2 hónap bejegyzései a képlet módosításait tartalmazták.
Ezek a módosítások egy tömegpénzgyűjtéses kampányhoz vezetett a Tilt-en, amely több mint 3 millió amerikai dollárt hozott és ezzel gyártani kezdték. 2016-ban továbbra is ez maradt a legtöbb pénzt gyűjtött élelmiszerekkel kapcsolatos tömegpénzgyűjtéses projekt amit valaha elvégeztek. A kampány után a Soylent kapott egy 1.5 millió dolláros kockázati-tőke finanszírozást a továbbfejlesztésre. 2015 januárjában a Soylent 20 millió dollárt kapott egy gyűjtésen a Andreessen Horowitz kockázatitőke-társaság vezetésével.
Kezdetben 2015 júniusában a termék csak az Egyesült Államokban volt elérhető. 2015. június 15-én bejelentették, hogy a Soylentet Kanadába is fogják szállítani. A terjeszkedés Európába, egy jövőbeli cél.
2015 júliusában bejelentették, hogy a Soylent a vállalati központját a Broadway Media Center-be költöztették, Downtown-ba, Los Angeles-be.

### Termék története
2014 májusának első hetében megkezdődött a szállítás a Soylent 1.0 első megrendeléseire. Ennek lettek későbbi változatai, ezek az új "verziók". 2014 novemberétől a Soylent 1.2 óta mindegyik változat vegetáriánus. Az 1.4-es változatot 2015 februárjában vezették be és a szénhidrát/zsír/fehérje 43/40/17 arányokat használta, figyelembe véve F. Xavier Pi-Sunyer, M.D., a Columbia Egyetem professzorának tanácsát. Az 1.5-ös verziónál, amelyet 2015 júniusában mutattak be, az arányokat 45/40/15-re állították. Ez a változat 65-ös glikémiás indexszel, és 35-ös glikémiás terheléssel rendelkezett.
2015. augusztus 3-án a cég bejelentette a Soylent 2.0-t. Az előre összekevert termék 400 kalóriát tartalmazó üvegekben érkezett és 2015. szeptember 9-én mutatták be.
| Verzió | Változtatások | Időpont             |
| ------ | --- | ------------------- |
| 1.0    | Teljes első verzió. Az összetevőket 2014 januárjában véglegesítették, amelyeknél rizst használtak fehérjeforrásként. A szállítás 2014 áprilisában (vega) és májusában (hagyományos) kezdődött.                                                                           | 2014 eleje          |
| 1.1    | Csökkentették a szukralóz mennyiségét, adtak hozzá még semleges aromákat. Új emésztőenzimeket adtak hozzá. | 2014. október 2.    |
| 1.2    | A halból szerezhető omega-3 zsírsavak helyébe algákból nyerték ki az omega-3-at, ezzel testhezállóbbá tették a készítményt a vegetáriánusok számára, továbbá eltávolították a Soylent 1.1-hez adott enzimeket.                                                           | 2014. november 10.  |
| 1.3    | Dikálium-foszfát hozzáadása, dobozok méretének csökkentése. | 2014. december 11.  |
| 1.4    | A zsírokat beleépítették a porba, amely fölöslegessé tette az olajos palackokat, és a csomagolás költségei is csökkentek. A 43/40/17 szénhidrát/zsír/fehérje arányt használja. Izomaltulózt adtak hozzá, és eltávolították a gumiarábikumot.                             | 2015. február 25.   |
| 1.5    | Fejlesztették a textúrát a zabliszt mennyiségének csökkentésével és emulgeálószerek hozzáadásával. Porított pórsáfrány és lenmagolaj eltávolítása, helyettük repceolaj por használata, kiegészítve a már meglévő magas olajsavtartalmú napraforgóolajjal és algaolajjal. | 2015. június 1.     |
| 2.0    | Az első előre összekevert Soylent folyadék termék. A szénhidrát/zsír/fehérje arányok 47/33/20-ra változtak. 49.2-es glikémiás indexe és 15.7-es glikémiás terhelése van. A lipid kalóriák fele algákból van, és szóját használ fehérjeforrásként.                        | 2015. szeptember 9. |

## Neve
A termék neve Harry Harrison 1966-os science-fiction novellájából, a Helyet! Helyet!-ből való névrokon élelmiszeren alapul. Ezen étel neve a fő összetevőinek, szója és lencse (soya - lentil) szóösszerántásával keletkezett. A kifejezés a köztudatban a könyv 1973-as filmadaptációjával kötődik össze: Soylent Green (magyarul: Zöld szója). A SOYLENT szó egyes országokban védjegyoltalom alatt áll.